# Хедира, Сами
Са́ми Хеди́ра (нем. Sami Khedira; араб. سامي خضيرة‎; род. 4 апреля 1987, Штутгарт) — немецкий футболист, выступавший на позиции полузащитника. Бывший игрок национальной сборной Германии. Стал десятым игроком в истории футбола, которому удалось в одном сезоне выиграть и Лигу чемпионов, и чемпионат мира, после победы немецкой сборной на мировом первенстве 2014 года.

## Клубная карьера
Сами Хедира родился в Штутгарте. Его отец из Туниса, мать — немка. Также у футболиста есть младший брат Рани, выступающий на позиции полузащитника в немецком клубе «Унион».
С 2004 года 17-летний Хедира начал играть во второй команде «Штутгарта», воспитанником которого является. Дебютировал в Бундеслиге 1 октября 2006 года в матче против «Герты». 29 января 2007 года подписал свой первый профессиональный контракт со «Штутгартом» до июня 2009 года. Хедира забил свой первый мяч в основной команде 29 октября в матче против «Шальке 04». 19 мая, в последнем матче сезона 2006/07 против «Энерги Котбус» Хедира забил победный мяч, благодаря которому «Штутгарт» стал чемпионом впервые за 15 лет. 9 июля 2008 года продлил контракт до лета 2011 года. В клубе успешно играл на позиции опорного полузащитника, некоторое время был вице-капитаном команды.
Летом 2010 года перешёл в мадридский «Реал» за 12 млн евро. 13 июля Хедира дебютировал в товарищеском матче с «Баварией». Его дебют в лиге состоялся шестнадцать дней спустя, в матче против «Мальорки». Хедира часто пропускал игры клуба из-за многочисленных травм. 21 апреля 2012 года забил гол в ворота принципиального противника «Реала» — «Барселоны» (2:1). Летом 2014 года Хедира отклонил новый контракт «Реала» и не смог договориться о переходе в «Арсенал». В марте 2015 года Хедира окончательно решил не продлевать контракт с мадридским клубом и начал вести переговоры с другими клубами.
9 июня 2015 года Хедира перешёл в итальянский клуб «Ювентус» на правах свободного агента, подписав контракт на 4 года. В межсезонье Хедира получил разрыв прямой мышцы правого бедра и пропустил около двух месяцев. 30 сентября Хедира вернулся на поле, дебютировав за новый клуб в Лиге чемпионов в матче против «Севильи». 4 октября 2015 года Хедира дебютировал в Серии А, сразу же забив свой первый гол за «Ювентус» в матче против «Болоньи». 20 марта 2016 года, в туринском дерби Хедира забил свой четвёртый гол в сезоне 2015/16, чуть позже получив красную карточку за разговоры с судьёй. 20 августа 2016 года Хедира забил первый гол «Ювентуса» в сезоне 2016/17 в матче против «Фиорентины». Через неделю Хедира забил единственный мяч в победном матче против «Лацио». 22 октября 2017 года Хедира оформил свой первый хет-трик в карьере в матче против «Удинезе». 7 марта 2018 года Хедира в матче против «Тоттенхэм Хотспур» на «Уэмбли» во второй игре 1/8 финала Лиги чемпионов, отличился голевой передачей на Гонсало Игуаина, что позволила «бьянконери» пройти в следующий раунд В феврале 2019 года у Хедиры была диагностирована сердечная аритмия. Вскоре после диагноза ему была сделана операция, нормализовавшая сердцебиение.
1 февраля 2021 года Хедира вернулся в Бундеслигу, подписав контракт на 2,5 года с «Гертой». Объявил о завершении карьеры по окончании сезона 2020/21.

## Карьера в сборной
В сборной Германии дебютировал 5 сентября 2009 года в товарищеском матче со сборной ЮАР. Из-за многочисленных травм основных игроков сборной Сами попал в заявку на чемпионат мира 2010. На самом мундиале он провёл все 7 матчей своей сборной, удостоившись при этом (вместе с Бастианом Швайнштайгером, с которым играл в полузащите) похвалы за прекрасную игру в центре поля. В упорнейшем матче за 3-е место отметился победным голом в ворота сборной Уругвая. 15 ноября 2013 года в товарищеском матче против сборной Италии получил травму колена и выбыл на срок более 6 месяцев.
В 2014 году из-за многочисленных травм мог не поехать на чемпионат мира в Бразилию, однако успел восстановиться, и Лёв включил его в окончательную заявку на ЧМ, где в 1/2 финала с Бразилией Хедира забил гол и сделал голевую передачу. В финале не смог сыграть из-за травмы. В 2014 году, после выигрыша Германией чемпионата мира, в городе Фельбах, где Сами Хедира начинал свою карьеру, был назван стадион в его честь.
Хедира был вызван в составе сборной Германии на Евро 2016. Хедира полностью провёл первые два матча против Украины (2:0) и Польши (0:0), а в матче против Северной Ирландии (1:0) сыграл 69 минут. В матче 1/8 финала против Словакии (3:0) сыграл 76 минут. В четвертьфинале против сборной Италии Хедира получил травму после стыка с Джорджо Кьеллини и был заменён уже на 16-й минуте. После этого Хедира был исключён из состава сборной, больше не сыграв на турнире.
4 июня 2018 года был включён Йоахимом Лёвом в состав сборной на чемпионат мира по футболу 2018 года в России. Хедира вышел в стартовом составе в первом матче с Мексикой в «Лужниках» и был заменён на 60-й минуте на Марко Ройса, немцы сенсационно проиграли 0:1. Во втором матче против Швеции (2:1) Хедира на поле не выходил. В последнем матче 27 июня в Казани против Республики Корея Сами вышел в стартовом составе и был заменён на 58-й минуте на Марио Гомеса. Корейцы выиграли 2:0, забив два мяча в самом конце матча, и не позволили действующим чемпионам мира выйти из группы. Игра Хедиры была отмечена как одна из слабейших в составе Германии.

## Личная жизнь
С 2011 года встречался с немецкой моделью Леной Герке. Пара рассталась в 2015 году.

## Достижения

### Командные
«Штутгарт»
- Чемпион Германии: 2006/07

«Реал Мадрид»
- Чемпион Испании: 2011/12
- Обладатель Кубка Испании (2): 2010/11, 2013/14
- Обладатель Суперкубка Испании: 2012
- Победитель Лиги чемпионов УЕФА: 2013/14
- Обладатель Суперкубка УЕФА: 2014
- Победитель Клубного чемпионата мира: 2014

«Ювентус»
- Чемпион Италии (5): 2015/16, 2016/17, 2017/18, 2018/19, 2019/20
- Обладатель Кубка Италии (3): 2015/16, 2016/17, 2017/18
- Обладатель Суперкубка Италии (2): 2015, 2018
- Финалист Лиги чемпионов 2017

Сборная Германии
- Чемпион мира: 2014
- Чемпион Европы среди молодёжи: 2009
- Бронзовый призёр чемпионата мира: 2010
- Бронзовый призёр чемпионата Европы (2): 2012, 2016

### Личные
- Входит в состав символической сборной чемпионата Европы 2012 по версии УЕФА[44]

## Статистика выступлений

### Клубная карьера
| Выступление      | Выступление            | Выступление      | Лига | Лига | Кубки | Кубки | Еврокубки | Еврокубки | Прочие | Прочие | Итого | Итого |
| Клуб             | Лига                   | Сезон            | Игры | Голы | Игры  | Голы  | Игры      | Голы      | Игры   | Голы   | Игры  | Голы  |
| ---------------- | ---------------------- | ---------------- | ---- | ---- | ----- | ----- | --------- | --------- | ------ | ------ | ----- | ----- |
| Штутгарт ll      | Региональная лига «Юг» | 2004/05          | 5    | 0    | —     | —     | —         | —         | —      | —      | 5     | 0     |
| Штутгарт ll      | Региональная лига «Юг» | 2005/06          | 7    | 0    | —     | —     | —         | —         | —      | —      | 7     | 0     |
| Штутгарт ll      | Региональная лига «Юг» | 2006/07          | 9    | 1    | —     | —     | —         | —         | —      | —      | 9     | 1     |
| Штутгарт ll      | Итого                  | Итого            | 21   | 1    | 0     | 0     | 0         | 0         | 0      | 0      | 21    | 1     |
| Штутгарт         | Бундеслига             | 2006/07          | 22   | 4    | 4     | 0     | —         | —         | —      | —      | 26    | 4     |
| Штутгарт         | Бундеслига             | 2007/08          | 24   | 1    | 4     | 0     | 5         | 0         | 1      | 0      | 34    | 1     |
| Штутгарт         | Бундеслига             | 2008/09          | 27   | 7    | 2     | 0     | 8         | 1         | —      | —      | 37    | 8     |
| Штутгарт         | Бундеслига             | 2009/10          | 25   | 2    | 2     | 1     | 8         | 0         | —      | —      | 35    | 3     |
| Штутгарт         | Итого                  | Итого            | 98   | 14   | 12    | 1     | 21        | 1         | 1      | 0      | 132   | 16    |
| Реал Мадрид      | Примера                | 2010/11          | 25   | 0    | 7     | 0     | 8         | 0         | —      | —      | 40    | 0     |
| Реал Мадрид      | Примера                | 2011/12          | 28   | 2    | 4     | 1     | 8         | 1         | 2      | 0      | 42    | 4     |
| Реал Мадрид      | Примера                | 2012/13          | 25   | 3    | 6     | 1     | 11        | 0         | 2      | 0      | 44    | 4     |
| Реал Мадрид      | Примера                | 2013/14          | 13   | 1    | 0     | 0     | 5         | 0         | —      | —      | 18    | 1     |
| Реал Мадрид      | Примера                | 2014/15          | 11   | 0    | 3     | 0     | 2         | 0         | 1      | 0      | 17    | 0     |
| Реал Мадрид      | Итого                  | Итого            | 102  | 6    | 20    | 2     | 34        | 1         | 5      | 0      | 161   | 9     |
| Ювентус          | Серия А                | 2015/16          | 20   | 5    | 1     | 0     | 4         | 0         | 0      | 0      | 25    | 5     |
| Ювентус          | Серия А                | 2016/17          | 31   | 5    | 3     | 0     | 11        | 0         | 1      | 0      | 46    | 5     |
| Ювентус          | Серия А                | 2017/18          | 26   | 9    | 4     | 0     | 8         | 0         | 1      | 0      | 39    | 9     |
| Ювентус          | Серия А                | 2018/19          | 10   | 2    | 2     | 0     | 4         | 0         | 1      | 0      | 17    | 2     |
| Ювентус          | Серия А                | 2019/20          | 12   | 0    | 1     | 0     | 5         | 0         | 0      | 0      | 18    | 0     |
| Ювентус          | Итого                  | Итого            | 99   | 21   | 11    | 0     | 32        | 0         | 3      | 0      | 145   | 21    |
| Всего за карьеру | Всего за карьеру       | Всего за карьеру | 320  | 42   | 43    | 3     | 87        | 2         | 9      | 0      | 459   | 47    |

### Выступления за сборную
| Германия | Германия | Германия |
| Год      | Игры     | Голы     |
| -------- | -------- | -------- |
| 2009     | 1        | 0        |
| 2010     | 16       | 1        |
| 2011     | 7        | 0        |
| 2012     | 12       | 1        |
| 2013     | 8        | 2        |
| 2014     | 9        | 1        |
| 2015     | 4        | 0        |
| 2016     | 12       | 2        |
| 2017     | 3        | 0        |
| 2018     | 5        | 0        |
| Итого    | 77       | 7        |